# 藏南蟹甲草
藏南蟹甲草（学名：Parasenecio chola）为菊科蟹甲草属的植物。分布在尼泊尔、克什米尔、锡金以及中国大陆的西藏等地，生长于海拔3,300米至3,800米的地区，一般生于高山栎以及冷杉林下，目前尚未由人工引种栽培。

## 别名
藜叶千里光（西藏植物志）